# Distrikt Juanjuí
Der Distrikt Juanjuí liegt in der Provinz Mariscal Cáceres in der Region San Martín in Nordzentral-Peru. Der Distrikt wurde am 7. Februar 1866 gegründet. Er hat eine Fläche von 440 km². Beim Zensus 2017 wurden 32.444 Einwohner gezählt. Im Jahr 1993 lag die Einwohnerzahl bei 27.335, im Jahr 2007 bei 27.151. Sitz der Distrikt- und der Provinzverwaltung ist die 275 m hoch gelegene Stadt Juanjuí mit 28.589 Einwohnern. Juanjuí befindet sich 130 km südsüdöstlich der Regionshauptstadt Moyobamba.

## Geographische Lage
Der Distrikt Juanjuí liegt am linken Flussufer des nach Norden strömenden Río Huallaga im Osten der Provinz Mariscal Cáceres. Die untersten 5,5 Flusskilometer des Río Huayabamba liegen innerhalb des Distrikts. Der Río Pachicilla begrenzt das Areal im Nordwesten.
Der Distrikt Juanjuí grenzt im Westen an die Distrikte Huicungo und Pachiza, im Norden sowie im äußersten Nordosten an die Distrikte Piscoyacu, Sacanche und Tingo de Saposoa (alle drei in der Provinz Huallaga), im Osten an den Distrikt Pajarillo sowie im Süden an den Distrikt Campanilla.

## Ortschaften
Im Distrikt gibt es neben dem Hauptort folgende größere Ortschaften:
- Cayena (435 Einwohner)
- Chambira (289 Einwohner)
- Huayabamba (277 Einwohner)
- Huinguillo (223 Einwohner)
- La Victoria (815 Einwohner)
- Miraflores (618 Einwohner)
- San Juan del Caño (299 Einwohner)
- Villa Prado (475 Einwohner)